# The Beverly Hillbillies (Fernsehserie)
The Beverly Hillbillies war eine US-amerikanische Sitcom, die von Paul Henning entwickelt wurde. Die Hauptrollen spielten Buddy Ebsen, Irene Ryan, Donna Douglas und Max Baer junior. Während sie im deutschsprachigen Raum offenbar nie ausgestrahlt wurde, zählte sie in den USA gemessen an den Einschaltquoten zu den erfolgreichsten Serien der 1960er-Jahre.

## Inhalt
Jed Clampett, ein ungebildeter, einfacher Hinterwäldler, findet bei einem versehentlichen Gewehrschuss in den Boden Öl auf seinem Land. Da sich herausstellt, dass es sich um ein größeres Ölfeld handelt, kann er sein Grundstück bald für 25 Millionen Dollar verkaufen. Seine Cousine Pearl Bodine überredet ihn, nach Kalifornien umzuziehen, in ein großes Haus mit viel Raum für Gäste. So zieht Jed mit seiner Tochter Elly May, seiner Schwiegermutter Daisy Moses, genannt Granny, und Pearls Sohn Jethro Bodine nach Beverly Hills. Dort müssen sich die vier zurechtfinden, und sie passen nicht in die dortige Gesellschaft, die sie schnell wieder loswerden will. Die Clampetts werden aber von ihrem Nachbarn Milburn Drysdale, dem Leiter der Bank, auf der Jeds Vermögen liegt, und dessen Sekretärin Jane Hathaway unterstützt.

## Hintergründe
The Beverly Hillbillies wurde ab dem 26. September 1962 vom US-amerikanischen Fernsehsender CBS erstausgestrahlt.
Bereits nach der ersten Staffel wurde die Figur der Pearl Bodine aus der Serie hinausgeschrieben, weil Bea Benaderet eine Hauptrolle in der Sitcom Pettycoat Junction übernahm. Diese Serie wurde ebenfalls, neben Green Acres,  von Paul Henning entwickelt, von Filmways Pictures produziert und von CBS ausgestrahlt.
Nach neun Staffeln und 274 Episoden, davon 168 in Farbe, wurde The Beverly Hillbillies am 7. September 1971 eingestellt. Obwohl die Einschaltquoten zu dieser Zeit zurückgegangen waren, wird dies nicht als Grund angesehen, sondern der Rural Purge, eine Strategieänderung von CBS, Serien mit ländlichen Inhalten abzusetzen.
Über eine Fernsehausstrahlung der Serie im deutschsprachigen Raum ist nichts bekannt.

## Rezeption

### Kritiken
Die zeitgenössischen Kritiken waren vernichtend. So erwähnte John P. Shanley in seiner Kritik in der New York Times über vier neue Comedyserien The Beverly Hillbillies eher am Rande und meinte, die Ausgangslage der Serie führe zu einer „Folge von Ereignissen, die zu absurd ist um auch nur etwas amüsant zu sein“. Ein Jahr später spottete Arnold Hano, ein Journalist, der sich eher mit Sport als mit Fernsehen befasste und die Serie langweilig fand, ebenfalls in der New York Times, am Beispiel von The Beverly Hillbillies über die Kritiker als einen „kleinen, selbsternannten Kulturkult“, der schon immer bestürzt über den Geschmack des Publikums war. Es schmerze diese Leute besonders, wenn der Publikumsgeschmack ihrer Meinung zuwiderliefe. Die Kritiker sähen in der Serie ein nationales Desaster, und er zitierte Kritiken, die in der Serie einen „ästhetischen Rückschritt“ oder eine „eindrucksvolle Demonstration kulturellen Neandertalismus“ sahen. Richard Warren Lewis schrieb laut Hano in der Saturday Evening Post, die Serie sei „absichtlich zusammengebraut für den mangelnden Geschmack der Massen“, und Rick Du Brow in United Press International, sie „zielte tief und traf ihr Ziel“. Auch der Fernsehproduzent Patrick Susskind habe sich gegen die Serie gestellt und öffentlich vorgeschlagen, sich an den Vertreter im Kongress zu wenden, vor allem in Hinblick auf eventuelle Nachahmer. Hano erwähnt aber auch eine positive Kritik von Robert Lewis Shayon, der in The Saturday Review von einer „unerträglichen Herausforderung an unser finanzorientiertes Wertesystem“ schrieb.

### Publikumserfolg
The Beverly Hillbillies war von Anfang an sehr erfolgreich. In den ersten beiden Staffeln belegte die Serie Platz 1 in den Nielsen Ratings. Damals wurde von der Firma Nielsen geschätzt, dass die Serie von 36 Millionen Zuschauern verfolgt werde. Danach blieb die Serie lange Zeit unter den ersten 20 Plätzen. Erst in der letzten Staffel verlor sie diesen Status.
Variety stellte eine Liste der 100 Fernsehsendungen mit den meisten Zuschauern in den USA zwischen Januar 1961 und August 2000 gemäß der Nielsen Ratings zusammen. In dieser Liste sind 16 Folgen der Beverly Hillbillies enthalten, die erste davon auf Platz 34.

### Auszeichnungen und Nominierungen
Für The Beverly Hillbillies gab es insgesamt sieben Emmy-Nominierungen. 1963 wurde die Serie in der Kategorie Beste Comedyserie nominiert. Weitere Nominierungen gab es für Irene Ryan in der Kategorie Beste Serienhauptdarstellerin, Richard Whorf in der Kategorie Beste Regie Comedy und Paul Henning in der Kategorie Bestes Comedydrehbuch. 1964 erhielten Irene Ryan und Richard Whorf erneut die gleichen Nominierungen. 1967 wurde schließlich Nancy Kulp in der Kategorie Beste Nebendarstellerin Comedyserie nominiert.
Zudem erhielt The Beverly Hillbillies eine Nominierung für den Golden Globe Award 1964 in der Kategorie Fernsehserie Komödie.